# Милордос, Христос
Христос Милордос (англ. Christos Mylordos, греч. Χρίστος Μυλόρδος) — киприотский певец. Родился 30 апреля 1991 в Никосии.
10 сентября 2010 Милордос принял участие в местном конкурсе молодых талантов «Perfomance» и выиграл его. Победа на этом соревновании дала музыканту возможность участвовать на конкурсе песни Евровидение 2011 как участнику от Кипра. 20 января 2011 стало известно, что певец выступит на Евровидении с песней «Σαν άγγελος σ'αγάπησα» (лат. «San Aggelos S’agapisa»; перевод на русск. «Я люблю тебя как ангела»). Певец исполнил свою конкурсную композицию во втором полуфинале, но не прошёл в финал песенного конкурса.